# Le Grand Raid (film, 2005)
Pour les articles homonymes, voir Grand Raid (homonymie).
Pour plus de détails, voir Fiche technique et Distribution.
Le Grand Raid (The Great Raid) est un film de guerre américain réalisé par John Dahl et sorti en 2005.
Le Grand Raid, basé sur des événements réels, est adapté du livre de William B. Breuer du même nom et du livre Ghost Soldiers de Hampton Sides. Les événements du film se déroulent entre le 27 et le 31 janvier 1945. Le film raconte l'histoire de la libération des prisonniers de Cabanatuan sur l'île de Luçon aux Philippines en janvier 1945 pendant la Seconde Guerre mondiale.
Aux États-Unis, le film est classé R pour la violence et le langage cru. Le tournage du film a eu lieu du 4 juillet au 6 novembre 2002, mais sa sortie a été retardée plusieurs fois.

## Synopsis
Durant l'hiver 1944, la Seconde Guerre mondiale arrive à sa fin. Les Japonais retiennent certains des prisonniers américains qui avaient survécu à la Marche de la mort de Bataan dans un camp de prisonniers de guerre notoire à Cabanatuan et les soumettent à un dur traitement ; beaucoup de prisonniers sont frappés de malaria. Au moment de l'incursion, le camp contiendra environ cinq cents prisonniers.
Le film s'ouvre sur une scène de massacre de prisonniers de guerre par l'armée japonaise sur l'ile de Palawan. L'homme qui dirige le massacre ne montre ni n'exprime aucune émotion, comme s'il ne s'agissait que de faire son devoir, ce qui était probablement le cas, celui-ci portant les insignes du Kenpeitai, la police secrète de l'armée impériale du Japon. Les prisonniers sont en fait brûlés vifs. Le film se poursuit en direction du golfe de Lingayen, montrant le 6e bataillon de Rangers. Le lieutenant-colonel Henry Mucci apprend l'existence des prisonniers du camp de Cabanatuan. Le général Walter Krueger lui ordonne alors de préparer un plan d'attaque afin de libérer tous les prisonniers de guerre. Le plan est mis à exécution et les Rangers se mettent en route vers le camp pour exécuter leur plan. Le film va alors osciller entre les points de vue de la résistance philippine, celui des prisonniers de guerre à Cabanatuan, celui des Rangers et celui des Japonais.
C'est l'hiver 1944, le 6e bataillon de Rangers et les Alamo Scouts de la 6e armée, aidés par des guérilleros philippins, ont organisé le raid du camp de Cabanatuan. Il s'agit d'une large attaque pour sauver les derniers prisonniers. Le lieutenant-colonel Henry Mucci (Bratt) et le capitaine Robert Prince (Franco) dirigent l'attaque, qu'ils réussissent avec brio.
Dans le camp de prisonniers, le commandant Gibson, souffrant de malaria, le capitaine Reeding et le lieutenant Paul Colvin sont informés depuis quelque temps du raid américain qui doit avoir lieu pour les libérer. Toutefois, le capitaine Reeding n'y croit pas et décide de s'enfuir du camp. Il est cependant arrêté puis exécuté aux côtés de 10 autres prisonniers innocents. Le chef du camp fait alors savoir au commandant Gibson que si d'autres prisonniers tentent de fuir, ils seront exécutés aux côtés d'autres innocents. C'est alors que l'on apprend que le commandant Gibson est épris de Margaret Utinsky, une infirmière qui fait passer aux prisonniers des médicaments volés à l’hôpital. Mais Margaret Utinsky est déjà mariée et le commandant Gibson ne souhaite pas causer de tort au mari de celle-ci en affichant ses sentiments. Margaret Utinsky est, plus tard, soupçonnée de collusion avec l'ennemi par les Japonais qui l'emprisonnent et la torturent afin d'obtenir des informations sur ses complices. Margaret Utinsky ne trahit pas ses camarades, qui sont finalement démasqués par l'armée japonaise. Margaret Utinsky est alors libérée grâce à l'aide d'un prêtre. L'armée japonaise en a vent et se rend à son église ou le curé est abattu. Margaret réussit toutefois à s'enfuir.
La nuit du raid, les troupes américaines utilisent un chasseur nocturne P-61 Black Widow pour détourner l’attention des Japonais tandis que les Rangers rampent vers le camp (l'avion utilisé dans le film est en fait un Lockheed Hudson, aucun des quatre P-61 disponibles n'étant en état de marche lors du tournage du film).
Finalement, après le raid, Margaret part à la recherche du commandant Gibson mais celui-ci est décédé de malaria peu de temps après sa libération par les troupes américaines, en lui laissant une lettre d’amour.
Le film finit sur des images historiques de prisonniers sauvés durant cette incursion en 1944.

## Fiche technique
- Titre : Le Grand Raid
- Titre original : The Great Raid
- Réalisation : John Dahl
- Scénario : Carlo Bernar et Doug Miro d'après des ouvrages de William Breuer et Hampton Sides
- Photographie : Peter Menzies Jr.
- Son : Jon Johnson
- Montage : Scott Chestnut et Pietro Scalia
- Décors : Bruno Rubeo
- Costumes : Lizzy Gardiner
- Musique : Trevor Rabin
- Production : Lawrence Bender et Marty Katz
- Producteurs exécutifs : Jonathan Gordon, Robert Weinstein, Harvey Weinstein et Michelle Raimo
- Sociétés de production : Miramax, Marty Katz Productions et Lawrence Bender Productions
- Distribution : Miramax Films
- Budget : 80 000 000 $[1]
- Pays de production :  États-Unis
- Langue originale : anglais
- Durée : 132 minutes
- Dates de sortie[2] :
  - Canada : 9 septembre 2001
  - États-Unis : 5 octobre 2001
  - France : 10 avril 2002
- Classification[3] :
  - États-Unis : R
  - France : interdit aux moins de 12 ans

## Distribution
- Benjamin Bratt (VFB : Jean-Michel Vovk ; VQ : Pierre Auger) : le lieutenant-colonel Henry Mucci
- James Franco (VFB : Alexandre Crépet ; VQ : Martin Watier) : le capitaine Robert Prince
- Joseph Fiennes (VFB : Olivier Bony ; VQ : Antoine Durand) : le commandant Gibson
- Marton Csokas (VFB : Philippe Résimont ; VQ : Jacques Lavallée) : le capitaine Redding
- Max Martini (VFB : Martin Spinhayer ; VQ : Benoit Rousseau) : le 1er sergent Sid « Top » Wojo
- Connie Nielsen (VFB : Manuela Servais ; VQ : Valérie Gagné) : Margaret Utinsky
- Motoki Kobayashi (VFB : Philippe Allard ; VQ : Gilbert Lachance) : le major Nagai
- Cesar Montano (en)(VFB : Christophe Hespel ; VQ : Jean-François Beaupré) : Juan Pajota, le chef de la guérilla
- Logan Marshall-Green (VFB : Sébastien Hébrant ; VQ : Benoit Éthier) : le lieutenant Paul Colvin
- Robert Mammone : le capitaine Fisher
- Clayne Crawford : le première classe Aldrige
- Sam Worthington : le première classe Lucas
- Dale Dye : le général Walter Krueger
- Natalie Mendoza : Mina
- James Carpinello : le caporal Aliteri
- Mark Consuelos : le caporal Guttierez
- Luke Pegler : le première classe Miller
- Jerome Ehlers : le colonel Horton White
- Brett Tucker : le major Robert Lapham
- Kristian Schmid : le caporal Lee
- Matt Doran : Ron Carlson, l'opérateur radio
- Paul Nakauchi : le sergent Shigeno

Sources et légendes : version française selon le carton du doublage français DVD et version québécoise sur Doublage.qc.ca

## Accueil
En août 2007, le film obtient un score de 48 sur 100 sur Metacritic basé sur 29 revues. Sur Rotten Tomatoes, le film a eu un score de 35 % basé sur 112 revues. Le consensus sur Rotten Tomatoes était que le film était trop long avec trop d'intrigues secondaires, bien que l'incursion réelle ait été passionnante. Cependant, le film a reçu de nombreux éloges de Roger Ebert qui l'a crédité de trois étoilesModèle:Réf nécesaire.